# Ferenc Novak
Ferenc Novak (Budapest, 13 luglio 1969) è un canoista ungherese.
Ha vinto una medaglia d'oro ai Giochi olimpici di Sydney 2000 nel C2 500 m in coppia con Imre Pulai. Inoltre ha vinto tre titoli mondiali nel C4, gara non inclusa nel programma olimpico.

## Palmarès
- Olimpiadi
  - Sydney 2000: oro nel C2 500 m.
- Mondiali
  - 1993: oro nel C4 500 m.
  - 1994: oro nel C4 500 m e argento nel C2 1000 m.
  - 1995: argento nel C4 1000 m.
  - 1999: argento nel C2 500 m.
  - 2003: oro nel C4 1000 m e bronzo nel C4 500 m.[1]